# Podufała Przełączka
Podufała Przełączka (słow. Štrbina pod Opálovou vežou, Opálova štrbina) – przełęcz w masywie Granatów Wielickich w słowackich Tatrach Wysokich. Leży pomiędzy Rogatą Turnią, najwyższym punktem masywu, a Podufałą Turnią, znajdującą się w grani odgałęziającej się od niej na południowy zachód.
Przełęcz ma piarżysty charakter. Wiodą przez nią najłatwiejsze drogi (dostępne tylko dla taterników) zarówno na Rogatą Turnię, jak i na Podufałą Turnię. Zimą najprostsze drogi na przełęcz prowadzą z Wyżniego Wielickiego Ogrodu przez Kwietnikowy Kocioł lub przez Granacki Kocioł i Podufały Przechód.
Nazwa Podufałej Przełączki pochodzi od sąsiedniej Podufałej Turni, a tej – od jej kształtu. Przymiotnik podufały pochodzi z gwary góralskiej i znaczy tyle co „zuchwały”.
Pierwsze wejścia:
- możliwe letnie – Edward Koelichen, Jan Koelichen, Franciszek Krzyształowicz, Kazimierz Przerwa-Tetmajer, Tadeusz Boy-Żeleński, przewodnicy Klemens Bachleda, Jan Bachleda Tajber, Józef Haziak (Tadziak?) i Jan Obrochta Tomkowy, 14 sierpnia 1892 r.,
- pewne letnie – Antonina Englischowa, Karol Englisch i Johann Hunsdorfer junior, 26 lipca 1900 r.,
- zimowe: Jerzy Honowski i Czesław Mrowiec, 25 kwietnia 1956 r.[1]